# Urška Bravec
Urška Bravec, slovenska kolesarka, *14. december 1996.
Njen največji uspeh je tretje mesto na državnem prvenstvu v vožnji na čas, ki ga je dosegla 28. junija 2020.